# Bezzia ornata
Bezzia ornata är en tvåvingeart som först beskrevs av Johann Wilhelm Meigen 1830.  Bezzia ornata ingår i släktet Bezzia och familjen svidknott. Arten är reproducerande i Sverige. Inga underarter finns listade i Catalogue of Life.